# 伊藤秀隆
伊藤 秀隆（いとう ひでたか、1977年5月8日 - ）は映画監督、プロデューサー。Planet Kids Entertainment Inc.代表取締役。

## 経歴
幼少期にロバート・ゼメキス監督作品に感銘を受け暁星高等学校を卒業後、映画制作を志し渡米。オレンジ・コーストカレッジで留学生による映画製作チームPlanet Kidsを組織し、短編映画を制作。
文化庁在外芸術家研修員認定後、ジョージ・ルーカス輩出の南カリフォルニア大学に編入、本格的に映画制作を学ぶ。
在学中制作の長編アクション映画『クラッシュボール』で監督＆脚本として指揮をとり、2004年日本に帰国後もCMやドラマ「劇団演技者」やバラエティ番組「逃走中」などのテレビ番組の演出などに参加。
2008年に劇団PKシアターを発足し、小劇場を中心に舞台活動を開始。役者と観客との交流をヒントに2011年より「体感型脱出ゲーム」という、客が実際に参加できる舞台コンセプトの謎解きゲームや肝試しなどのイベントを企画プロデュース。
2016年より2.5次元ダンスライブ「ツキステ。」の演出・プロデュースを手掛ける。「ツキステ。」シリーズのほかに「Identity V STAGE」シリーズや「逃走中 THE STAGE」などがある。

## 作品

### 映画
- 2001年 LAにて日系TV放送用の短編映画NEKO
- 2002年 「闇の旋律」プロジェクト（短編3話）関西マルチメディア
- 2002年 NIKEワールドユースビデオ制作
- 2003年 長編アクション映画 クラッシュボール（関西マルチメディア制作）
- 2004年 あずみ2 メイキング監督
- 2005年 長編映画「三姉妹カフェ物語 チーズケーキは魔法の香り」脚本＆監督
  - LAST VOICE 監督脚本　株式会社インターフォース制作
  - 長渕剛 桜島オールナイトコンサートの撮影に演出補として参加
- 2010年 劇場用映画 桐谷美玲主演「音楽人」 監督
- 2010年 名古屋地域振興映画 市井紗耶香 主演「名古屋MEN’S物語」
- 2016年 冷たい太陽（第22回ながおか映画祭）[1]

### TV
- 2006年 連続ドラマ　劇団演技者。『カーラヂオが終われば』（フジテレビ）監督
- 2006年 長澤まさみ主演「SEED WEBドキュメントドラマ　Pure+Smile」 監督
- 2007年よりフジテレビ「逃走中」シリーズディレクター
TV「クリミナルマインド　スペシャル」WOWOW番宣
- 2008年「プロジェクトランウェイ3　スペシャル」（WOWOW）監督
- 2009年「関西テレビ50周年記念番組　開拓者」ドラマ部 演出
  - 「心の旅 田中雅美編」(関西テレビ)　演出
  - 「逃走中 USJ編」 ディレクター
  - 「逃走中 日光江戸村編」 ディレクター
  - 「逃走中」シリーズ ディレクター
- 2021年 連続ドラマ「救出劇」[2]

### CM
- 2002年 ロッテエアレストガム 制作協力
- 2005年「VOLVIC」監督（Info-CX）
- 2005年　新垣結衣 P&Gパンテーンドラマスペシャル3部作 監督
- 2006年　お台場学園天国　日産ミニバン　シリーズ」 監督
  - 「日産　エルグランド」　（フジテレビ） 監督
  - 「カネボウ　トワニーセルリズムSP」（Info-CX） 監督
  - 「京都着物友禅」（Info-CX） 監督
  - 「新宿ミロード　新春ウィンターバーゲン2007」（Info-CX） 監督
  - 「関東生乳販売農業協同組合連合会」3バージョン（フジテレビ） 監督
- 2007年
  - CM「ホソカワミクロン　化粧品」（Info-CX） 監督
  - 成海璃子「P&Gパンテーン」（Get-CX） 監督
  - 福田沙紀　劇団四季　CATS&ライオンキング 監督
  - 「劇団　四季　ウィキッド」（Info-CX） 監督
  - 「新宿ミロード　新春ウィンターバーゲン2008」（Info-CX） 監督
- 2008年夏帆「P&Gパンテーン」 （Get-CX） 監督
  - 「ラウンド1 草加店オープン告知」 監督
  - 「イセ食品 森のたまご」 監督
  - 「新宿ミロードウィンターバーゲン2009」 監督
- 2009年「ESS ピゥ」 演出
  - 浦浜ありさ「劇団四季 55steps」演出

### PV
- 2004年Radio Caroline 「Disco Mexico」（コロンビアミュージックエンターテイメント） 監督
- タニザワトモフミ「蜃気楼と旅人の関係性の考察」 （ユニバーサルミュージック） 監督
- 「浜辺シゲキ　Fake Flower」（コロンビアミュージックエンターテイメント） 監督
- 長渕剛 「Close your eyes」PV 監督

### 企業PV
- 2011年 TOYOTA「AQUA」ソーシャルフェス　記者発表用VP 監督
  - ヤマザキ・ナビスコ工場密着ドキュメント 監督
  - ネッツトヨタ　営業マン密着ドキュメント 監督
  - 三松　店舗マネージャー＆店長密着ドキュメント 監督
  - 医療VP COPD予防（医療従事者向け） 監督
- 2009年 中部電力60周年事業映像　パイロット版 監督 
  - 日本の庭園シリーズ 天龍寺 監督

### 舞台
- 2008年 演劇「女の子ってなんでできてる？」 演出　　　　　　　　　　　　　　　
  - 「異譚　女殺油地獄」 演出
- 2009年 演劇「労働者」 演出
- 2010年 演劇「異譚　破戒」 演出
- 2011年 演劇「罪人」 演出
- 2012年 「異譚 解体新書」
- 2016年 2.5次元ダンスライブ「ツキステ。」[3]
- 2019年 Identity V STAGE　Episode1[4] 演出・プロデュース
- 2020年 Identity V STAGE Episode３　プロデュース
- 2021年 Identity V STAGE Episode2　プロデュース
- 2022年「逃走中 THE STAGE」プロデューサー・脚本・総合演出
- 2024年 Identity V STAGE Episode4　総合プロデュース
- 2024年 Identity V STAGE Episode5　総合プロデュース

### イベント
- 2008年 サマーソニック ダンスステージ ディレクター
- 2012年
  - 体感型学園RPG「ゆるゆり」@としまえん
  - 体感型戦国シミュレーション「のぶニャがの野望」@としまえん
  - 体感型ゲーム「アイドルワンダーランド」@東京ドームシティ
  - 謎解きコン×バイオハザード@パルコ渋谷
- 2020年 Alice in マッドティーパーティー（演出：堀真弓、伊藤は主宰）[5]
- 2023年　体感型脱出ゲーム Identity V 遊園地からの脱出　プロデュース

## その他
- 日本貿易機構JETRO(経済産業庁外郭団体)第2回コンテンツ輸出戦略討論会にて講演
- 経済産業省コンテンツクリエイター育成プログラム　企画編を執筆

## 受賞歴
- 2001年 インディーズムービーフェスティバル3位SCAR[6]
- 2002年 文化庁在外芸術家研修員認定
  - 板橋区民国際奨励賞受賞
- 2005年 短編映画「elf」（ESPグループ製作2005HDVコンテスト技術賞受賞
- 2007年 第9回日本映画エンジェル大賞受賞[7]